# Oleg Kostin
Oleg Olegovitsj Kostin (Russisch: Олег Олегович Костин) (Nizjni Novgorod, 27 mei 1992) is een Russisch zwemmer.

## Carrière
Bij zijn internationale debuut, op de Europese kampioenschappen kortebaanzwemmen 2011 in Szczecin, eindigde Kostin als vijfde op de 200 meter schoolslag, daarnaast werd hij uitgeschakeld in de series van zowel de 50 als de 100 meter schoolslag.
Op de Europese kampioenschappen zwemmen 2012 in Debrecen strandde de Rus in de halve finales van de 200 meter schoolslag en in de series van zowel de 50 als de 100 meter schoolslag.
Tijdens de Europese kampioenschappen kortebaanzwemmen 2013 in Herning eindigde hij als zevende op zowel de 100 als de 200 meter schoolslag, daarnaast werd hij uitgeschakeld in de halve finales van de 50 meter schoolslag.
In Doha nam Kostin deel aan de wereldkampioenschappen kortebaanzwemmen 2014. Op dit toernooi werd hij gediskwalificeerde in de finale van de 200 meter schoolslag, op 100 meter schoolslag strandde hij in de halve finales. Samen met Stanislav Donets, Aleksandr Popkov en Oleg Tichobajev zwom hij in de series van de 4×100 meter wisselslag, in de finale eindigde Donets samen met Kirill Prigoda, Jevgeni Korotysjkin en Vladimir Morozov op de vierde plaats. 
Op de Europese kampioenschappen kortebaanzwemmen 2015 in Netanja veroverde de Rus de bronzen medaille op de 50 meter schoolslag, daarnaast eindigde hij als vierde op de 200 meter schoolslag en als zevende op de 100 meter schoolslag. Op de 4×50 meter wisselslag legde hij samen met Andrej Sjabasov, Aleksandr Popkov en Jevgeni Sedov beslag op de zilveren medaille.
Tijdens de wereldkampioenschappen kortebaanzwemmen 2016 in Windsor eindigde hij als vijfde op de 100 meter schoolslag, op de 50 meter schoolslag werd hij uitgeschakeld in de halve finales. Samen met Grigori Tarasevitsj, Danila Pachomov, Aleksej Brjanskii zwom hij in de series van de 4×50 meter wisselslag, in de finale sleepten Andrej Sjabasov, Kirill Prigoda, Aleksandr Popkov en Vladimir Morozov de wereldtitel in de wacht. Op de 4×100 meter wisselslag zwom hij samen met Grigori Tarasevitsj, Aleksandr Charlanov en Aleksandr Popkov in de series, in de finale werd Charlanov samen met Andrej Sjabasov, Kirill Prigoda en Vladimir Morozov wereldkampioen. Voor zijn aandeel in de series van beide estafettes ontving Kostin twee gouden medailles.
In Boedapest nam Kostin deel aan de wereldkampioenschappen zwemmen 2017. Op dit toernooi strandde hij in de series van de 50 meter vlinderslag. 
Op de Europese kampioenschappen zwemmen 2018 in Glasgow behaalde de Rus de bronzen medaille op de 50 meter vlinderslag, daarnaast werd hij uitgeschakeld in de series van zowel de 50 als de 100 meter schoolslag. Tijdens de wereldkampioenschappen kortebaanzwemmen 2018 in Hangzhou eindigde hij als achtste op de 50 meter schoolslag, op de 100 meter schoolslag strandde hij in de series. Samen met Kliment Kolesnikov, Michail Vekovisjtsjev en Jevgeni Rylov veroverde hij de wereldtitel op de 4×50 meter wisselslag, Op de 4×100 meter wisselslag zwom hij samen met Andrej Sjabasov, Aleksandr Charlanov en Vladislav Grinev in de series, in de finale legden Kliment Kolesnikov, Kirill Prigoda, Michail Vekovisjtsjev en Vladimir Morozov beslag op de zilveren medaille. Voor zijn inspanningen in de series van deze estafette werd Kostin beloond met de zilveren medaille.
In Gwangju nam Kostin deel aan de wereldkampioenschappen zwemmen 2019. Op dit toernooi sleepte hij de zilveren medaille in de wacht op de 50 meter vlinderslag.

## Internationale toernooien
| Jaar | Olympische Spelen | WK langebaan        | WK kortebaan | EK langebaan                                               | EK kortebaan                                                                |
| ---- | ----------------- | ------------------- | --- | ---------------------------------------------------------- | --------------------------------------------------------------------------- |
| 2011 |                   | geen deelname       | |                                                            | 46e 50m schoolslag 18e 100m schoolslag 5e 200m schoolslag                   |
| 2012 | geen deelname     |                     | geen deelname | 40e 50m schoolslag 42e 100m schoolslag 10e 200m schoolslag | geen deelname                                                               |
| 2013 |                   | geen deelname       | |                                                            | 15e 50m schoolslag 7e 100m schoolslag 7e 200m schoolslag                    |
| 2014 |                   |                     | 9e 100m schoolslag DSQ 200m schoolslag 4e 4×100m wisselslag Kostin zwom enkel de series                                                    | geen deelname                                              |                                                                             |
| 2015 |                   | geen deelname       | |                                                            | 50m schoolslag · 7e 100m schoolslag · 4e 200m schoolslag · 4×50m wisselslag |
| 2016 | geen deelname     |                     | 13e 50m schoolslag · 5e 100m schoolslag · 4×50m wisselslag · Kostin zwom enkel de series · 4×100m wisselslag · Kostin zwom enkel de series | geen deelname                                              |                                                                             |
| 2017 |                   | 17e 50m vlinderslag | |                                                            | geen deelname                                                               |
| 2018 |                   |                     | 8e 50m schoolslag · 20e 100m schoolslag · 4×50m wisselslag · 4×100m wisselslag · Kostin zwom enkel de series                               | 23e 50m schoolslag · 20e 100m schoolslag · 50m vlinderslag |                                                                             |
| 2019 |                   | 50m vlinderslag     | |                                                            | 4-8 december                                                                |

## Persoonlijke records
Bijgewerkt tot en met 22 juli 2019
Kortebaan
| Afstand          | Tijd    | Datum            | Plaats |
| ---------------- | ------- | ---------------- | ------ |
| 50m schoolslag   | 25,90   | 12 november 2018 | Kazan  |
| 100m schoolslag  | 56,16   | 19 november 2017 | Kazan  |
| 200m schoolslag  | 2.02,38 | 17 november 2013 | Kazan  |
| 50m vlinderslag  | 22,67   | 21 november 2017 | Kazan  |
| 100m vlinderslag | 50,51   | 2 augustus 2017  | Moskou |

Langebaan
| Afstand          | Tijd    | Datum           | Plaats  |
| ---------------- | ------- | --------------- | ------- |
| 50m schoolslag   | 27,19   | 1 juli 2017     | Moskou  |
| 100m schoolslag  | 59,95   | 21 april 2018   | Moskou  |
| 200m schoolslag  | 2.10,92 | 28 oktober 2015 | Tokio   |
| 50m vlinderslag  | 22,70   | 22 juli 2019    | Gwangju |
| 100m vlinderslag | 52,61   | 12 april 2019   | Moskou  |